# 4890 Shikanosima
4890 Shikanosima eller 1982 VE4 är en asteroid i huvudbältet som upptäcktes den 14 november 1982 av de båda japanska astronomerna Hiroki Kōsai och Kiichirō Furukawa vid Kiso-observatoriet i Japan. Den är uppkallad efter den japanska ön Shikanosima.
Asteroiden har en diameter på ungefär 4 kilometer.